# 11144 Radiocommunicata
11144 Radiocommunicata è un asteroide della fascia principale. Scoperto nel 1997, presenta un'orbita caratterizzata da un semiasse maggiore pari a 2,9225430 UA e da un'eccentricità di 0,0736193, inclinata di 3,25615° rispetto all'eclittica.